# Лукьянов, Герман Александрович
Герман Александрович Лукьянов (24 декабря 1936 — 5 июня 2007) — советский и российский учёный, специалист в области физической механики. Заведующий лабораторией Института высокопроизводительных вычислений и баз данных с 1997 года. Доктор технических наук, профессор, член-корреспондент РАЕН.
Внёс большой вклад в развитие газо- и плазмодинамики струйных течений, в развитие теории плазмодинамических лазеров.

## Биография
Окончил Ленинградский Военно-механический институт в 1960 году. В 1960—1997 годах — старший инженер, ассистент, старший преподаватель, доцент, старший научный сотрудник, заведующий отделом проблемной лаборатории, заведующий кафедрой гидравлики и теплотехники, проректор по научной работе, заведующий кафедрой аэрогазодинамики и динамики полета; заведующий кафедрой плазмогазодинамики, главный научный сотрудник Ленинградского механического института;
Награждён медалью им. С. П. Королёва, медалью им. В. Н. Челомея.

## Публикации
- Г. А. Лукьянов Сверхзвуковые струи плазмы. Л.: Машиностроение, 1985
- В. Г. Дулов, Г. А. Лукьянов. «Газодинамика процессов истечения». Новосибирск, 1984.
- Н. Ю. Быков, Г. А. Лукьянов. Параллельное прямое моделирование Монте Карло нестационарных течений разреженного газа на суперкомпьютерах массивно-параллельной архитектуры. ИВВ и БД, Препринт N5-97.
- И. А. Гришин, В. В. Захаров, Г. А. Лукьянов. Параллелизация по данным прямого моделирования Монте-Карло в молекулярной газовой динамике. ИВВ и БД, Препринт N3-98.
- Лукьянов Г. А. О сопротивлении и теплообмене тела в сверхзвуковом потоке при наличии перед телом плоского источника энергии, Препринт N4-98.
- Лукьянов Г. А. О сопротивлении тела в сверхзвуковом потоке при наличии перед телом изобарической области энерговыделения. Препринт N5-98.
- Быков Н. Ю., Горбачев Ю. Е., Лукьянов Г. А. Параллельное прямое моделирование Монте-Карло нестационарного истечения газа в вакуум от импульсного источника, Теплофизика и аэромеханика, т.5, N3, стр.399-404, 1998.
- А. В. Богданов, Н. Ю. Быков, И. А. Гришин, В. В. Захаров, Г. А. Лукьянов, Гр. О.Ханларов. Алгоритмы двухуровневой параллелизации ПММК для решения нестационарных задач молекулярной газовой динамики. ИВВиБД. Препринт N10-98
- A.V. Bogdanov, I.A. Grishin, Gr.O. Khanlarov, G.A. Lukianov and V.V. Zakharov, Algorithm of Two-Level Parallelization for Direct Simulation Monte Carlo of Unsteady Flows in Molecular Gasdynamics. Lecture Notes in Computer Science, Vol.1593. Springer-Verlag, Berlin Heildelberg New York (1999).